# ユーアー・リビング・オール・オーバー・ミー
『ユーアー・リビング・オール・オーバー・ミー』（You're Living All Over Me）は、アメリカのオルタナティヴ・ロックバンド、ダイナソーJr.が1987年12月14日にSSTレコードからリリースした通算2枚目のアルバムである。

## 概要
本作では、デビュー作である前作『ダイナソー』の様式をさらに洗練させており、引き込まれるようなボーカルに加え、グランジを先取りしたようなラウドなギターとドライブ感のあるリズムを特徴としている。本作はリリースと同時に高く評価され、現在ではオルタナティヴ・ロックで最も偉大で影響力のあるアルバムとされている。

## 背景
ダイナソーJr. は彼らの最初のアルバム『ダイナソー』を1985年にリリースしたが、評論家達にはほとんど注目されず、初年度はわずか1500枚ほどの売り上げにとどまっていた。
1stアルバムの発売後、バンドは何度かニューヨークでライブを行った。ニューヨークのオルタナティヴ・ロックバンド、ソニック・ユースのメンバーがダイナソーJr.の演奏を初めて見た時には、特に感銘を受けることはなかった。しかし、その数ヶ月後に再び彼らの演奏を見ると、ダイナソーJr.のファンであると公言してバンドに接触し、1986年9月にアメリカ北東部と北中西部でのツアーにバンドを招待した。
本作のタイトルは、ギター/ボーカルのJ・マスシスが長期のツアーによる窮屈な状態に苛立って発した言葉である、と長い間噂されていた。しかし、マスシスはこの噂を否定し、「俺は妹のように思ってたんだ...ああ、つまり、当時俺を悩ませてた人のことさ。」とインタビューに答えた。

## 音楽スタイル
『ユーアー・リビング・オール・オーバー・ミー』は、主に インディーロック、オルタナティヴ・ロック、ノイズロック、またはグランジ のアルバムと表現され、これらのジャンルへの影響をよく指摘されている。本作は、最初のアルバム『ダイナソー』から2年の時を経て、サウンドが洗練された一方で、とりわけローファイであることには変わりは無い。
再びマスシスが主要なソングライターとなった一方で、ルー･バーロウもアルバムの最後の2曲として、パンクに影響を受けた「ルーズ」と実験的な「ポレド」を作曲した。「ポレド」はアルバムのその他の曲とは異なり、前半部はバーロウが自身のバンド、セバドーでやっているような、ローファイなウクレレの弾き語りで、後半部はサウンド・コラージュと抽象的なノイズの集合体である。

## リリースと反響
本作は、まだバンドがダイナソーの名前だった頃に発売された（その後、訴訟によりダイナソーJr.に改名）。アルバムは発売の数ヶ月後にSSTによって回収され、バンド名を新たにダイナソーJr.と印刷されたものを発行した。バンドは「リトル・フューリー・シングス」のミュージックビデオを、ジム・スプリングとイェンス・ヤーゲンセンの監督のもと制作した。
NME誌は、1987年のアルバムリリースと同時に、「今年アメリカから生まれた最も衝撃的なロック音楽」であり、バンドを「ハスカー・ドゥとR.E.M.とをつなぐミッシングリンク」と評したジャック・バロン氏の絶賛レビューを掲載した。批評家のロバート・クリストガウ氏は、ヴィレッジ・ヴォイス誌にて「B+」の評価をつけ、「不満を募らせる連中が望むのは、人生にちょっとした構造と意味を持たせることだ。それがそんなに難しいことなのか？」と記した。

## 評価と影響
本作はインディー、オルタナティヴ・ロックの古典とされている。1995年には、オルタナティヴ・プレス誌の「'85年から'95年のトップ99アルバム」では5位にランクインした。2005年には、スピン誌の「1985年から2005年のグレイテスト・アルバム100」において31位にランクインした。
ピッチフォークが2002年に発表した「1980年代のベストアルバム100」リストでは40位につき、2018年に発表された新版リストでは200枚中46位にランクインした。本作は音楽批評書死ぬ前に聴くべき1001枚のアルバムにも収録されている。加えて、本作はJ・マスシスがダイナソーJr.で最も好きなアルバムでもある。
『ユーアー・リビング・オール・オーバー・ミー』は、特にシューゲイザーに多大な影響を与えたことにも定評がある。マイ・ブラッディ・ヴァレンタインのケヴィン・シールズは、彼らの代表作の一つ『ユー・メイド・ミー・リアライズ』EPの数ある影響元の中で本作を挙げている。この2バンドはやがて一緒にツアーを回ることになる。ニルヴァーナに影響を与えたとも言われている。デス・キャブ・フォー・キューティーの2000年のアルバム『ウィ・ハヴ・ザ・ファクツ・アンド・ウィーア・ヴォーティング・イエス』に収録されている楽曲「Little Fury Bugs」の曲名は「Little Fury Things」に由来する。
2005年には、オール・トゥモローズ・パーティーズ主催の「ドント・ルック・バック」コンサートシリーズの一環として、本作が全曲ライブで披露された。
2011年、ニック・アットフィールド氏はコンティニウム社の33⅓シリーズの一環として、本作について本を執筆した。

## 収録曲
特記の無い限り作詞作曲はJ・マスシス。
オリジナルリリース時収録曲
1. リトル・フューリー・シングス "Little Fury Things" - 3:06
2. クラックド "Kracked" - 2:50
3. スラッジ・フィースト "SludgeFeast" - 5:17
4. ザ・ラング "The Lung" - 3:51
5. ライサンズ "Raisans" - 3:50
6. タールピット "Tarpit" - 4:36
7. イン・ア・ジャー "In a Jar" - 3:28
8. ルーズ "Lose" - 3:11
  - 作詞・作曲：ルー･バーロウ（英語版）
9. ポレド "Poledo" - 5:43
  - 作詞・作曲：ルー･バーロウ

SST盤CDボーナストラック
10. ショウ・ミー・ザ・ウェイ "Show Me the Way" - 3:45
  - 作詞・作曲：ピーター・フランプトン

2005年以降のリイシュー盤収録曲
1. リトル・フューリー・シングス "Little Fury Things"
2. クラックド "Kracked"
3. スラッジ・フィースト "SludgeFeast"
4. ザ・ラング "The Lung"
5. ライサンズ "Raisans"
6. タールピット "Tarpit"
7. イン・ア・ジャー "In a Jar"
8. ルーズ "Lose"
9. ポレド "Poledo"
10. ジャスト・ライク・ヘブン "Just Like Heaven" - 2:53
  - 作詞:ロバート・スミス
  - 作曲:ザ・キュアー

ザ・キュアーのカバー。
インペリアル・レコード盤のみのボーナストラック
11. スロウ・ダウン "Slow Down" - 0:49
12. イン・ア・ジャー (Live) "In a Jar" - 3:24

## クレジット
ダイナソー Jr.
- J・マスシス – ギター、パーカッション、リードボーカル
- ルー･バーロウ（英語版） – ベース、ウクレレ、バッキングボーカル、テープ、リードボーカル (「ルーズ」、「ポレド」)
- マーフ（英語版） – ドラムス

参加ミュージシャン
- リー・ラナルド（英語版） – バッキングボーカル (「リトル・フューリー・シングス」)

プロダクション
- ウォートン・ティアーズ（英語版） – プロデューサー、エンジニア
- デイヴ・パイン – エンジニア
- モーラ・ジャスパー – アートワーク